# ويلهلم هينريتش كرامر
ويلهلم هينريتش كرامر (بالألمانية: Wilhelm Heinrich Kramer)‏ هو عالم حشرات وعالم طيور وعالم نبات ألماني، ولد في القرن السابع عشر في درسدن في ألمانيا، وتوفي في 13 أكتوبر 1765.